# Municipio de Solomon (condado de Cloud)
El municipio de Solomon (en inglés: Solomon Township) es un municipio ubicado en el condado de Cloud en el estado estadounidense de Kansas. En el año 2010 tenía una población de 591 habitantes y una densidad poblacional de 4,2 personas por km².

## Geografía
El municipio de Solomon se encuentra ubicado en las coordenadas 39°22′19″N 97°52′23″O / 39.37194, -97.87306. Según la Oficina del Censo de los Estados Unidos, el municipio tiene una superficie total de 140.64 km², de la cual 140,64 km² corresponden a tierra firme y (0 %) 0 km² es agua.

## Demografía
Según el censo de 2010, había 591 personas residiendo en el municipio de Solomon. La densidad de población era de 4,2 hab./km². De los 591 habitantes, el municipio de Solomon estaba compuesto por el 97,97 % blancos, el 0,51 % eran amerindios, el 1,35 % eran de otras razas y el 0,17 % eran de una mezcla de razas. Del total de la población el 1,18 % eran hispanos o latinos de cualquier raza.